# Katz’scher Garten

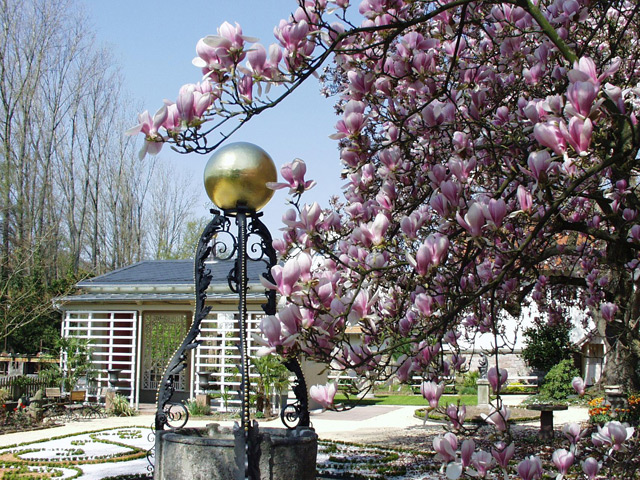
Magnolienblüte

Der Katz’sche Garten ist ein Barock- und Skulpturengarten in Gernsbach im Nordschwarzwald. Bei Baumaßnahmen zum Hochwasserschutz wurde er im April 2023 geplant und laut Angaben der zuständigen Behörden unvermeidlich in Mitleidenschaft gezogen und war bis zum März 2024 für die Bau- und Wiederherstellungsarbeiten gesperrt. Am 23. März konnte die Gartenanlage wieder für die Öffentlichkeit freigegeben werden.  

## Geschichte

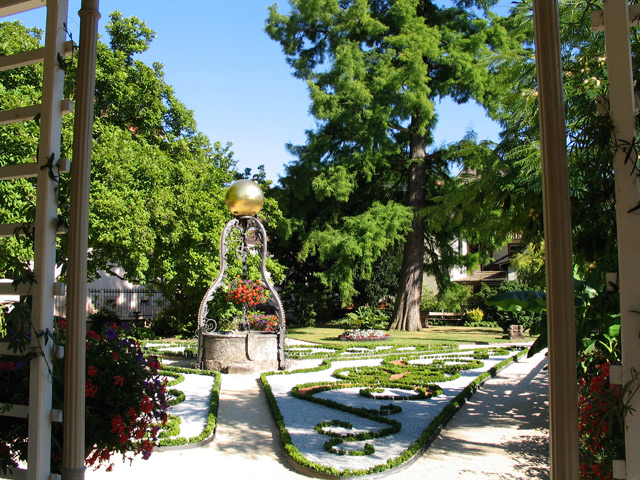
Brunnen aus schmiedeeisernen Bögen mit der symbolischen vergoldeten Weltkugel. Barock/Rokoko, ca. 1750

Der Katz’sche Garten wurde Anfang des 19. Jahrhunderts von einem italienischen Gartenbaumeister angelegt und befindet sich am Ufer der Murg gegenüber der Villa der Murgschifferfamilie Katz, welche durch Friedrich Weinbrenner von 1797 bis 1813 erbaut wurde.
Der ursprüngliche Baumbestand aus dem 19. Jahrhundert ist teilweise bis heute erhalten und daher äußerst wertvoll, darunter eine Sumpfzypresse aus Florida und zwei Magnolienbäume, die zu den ältesten Deutschlands bzw. nördlich der Alpen zählen sollen.
Der Gernsbacher Baumeister Adolf Abel (nicht zu verwechseln mit dem Architekten Adolf Abel) erweiterte 1846 den Garten nach Norden. Für diese Erweiterung musste ein Nebengebäude mit Pferdestallung weichen, an dessen Stelle ein Teehaus trat. Durch seinen klassizistischen Baustil wurde dieses Teehaus zum Mittelpunkt der Wegeachsen im Garten. Heute dient es restauriert als Gartenpavillon.
Während der Badischen Revolution 1849 diente der Garten zur Murguferseite den preußischen Truppen als Gefechtsstellung.
Maßgeblich wurde der Katz’sche Garten von Johanna Katz geprägt. Zwischen 1913 und 1952 sammelte sie für den Garten Steinmetzarbeiten (zum Teil aus der Gernsbacher Altstadt) und schmiedeeiserne Kunstgegenstände, welche aus dem 15. bis 19. Jahrhundert stammen. Somit wurde der Garten, der für hohe gesellschaftliche Anlässe und Ereignisse in der Zeit der Hochblüte der Murgschifferschaft bestimmt war, ein Prestigeobjekt der wohlhabenden und einflussreichen Familie Katz.
In den 1960er Jahren wurde der Garten, der inzwischen der Firma Katz & Klumpp gehörte, für die Allgemeinheit geöffnet. Um dem Zeitgeist zu entsprechen, wurden Betonplatten verlegt und die ursprünglichen Formen verändert. Dies und der Ausbau der Bleichstraße fügten dem Garten tiefe Wunden zu.
Diese Wunden führten letztendlich dazu, dass die Gäste ausblieben. Der Garten überalterte, die Pflanzen wucherten und die baulichen Einrichtungen verfielen. Der Betrachter konnte an diesem Punkt angelangt die ursprüngliche Idylle an der Murg aus den glanzvollen Zeiten nur noch erahnen.

### Restaurierung und Wiedereröffnung
Eine Renaissance erlebte der Katz’sche Garten in der Zeit zwischen 1995 und 2001. Um die wertvolle Gartenanlage mit ihren Sammlerstücken und Bauwerken für die kommenden Generationen zu erhalten, gründete sich 1995 ein ehrenamtlich tätiger Arbeitskreis: der Arbeitskreis Katz'scher Garten.
In dieser Zeit blieb der Garten zwar geschlossen, doch konnte er durch die Hilfe des Arbeitskreises in Zusammenarbeit mit der Stadt Gernsbach aufwendig restauriert und im Juli 2001 wieder geöffnet werden.
Die historischen Formen wurden bei der Restaurierung weitestgehend beibehalten. Das Grundstück gehört seit 2020 der Stadt Gernsbach, jedoch kümmert sich der Arbeitskreis um Jürgen Illig weiterhin um die Anlage und weitere Neuanschaffungen.
Jürgen Illig verlieh der Anlage durch etliche aus Italien, den USA und Asien importierten Palmen und Pflanzen ein exotisches Flair und bestrebt eine weitere Erweiterung.

### Beschädigungen bei Baumaßnahmen

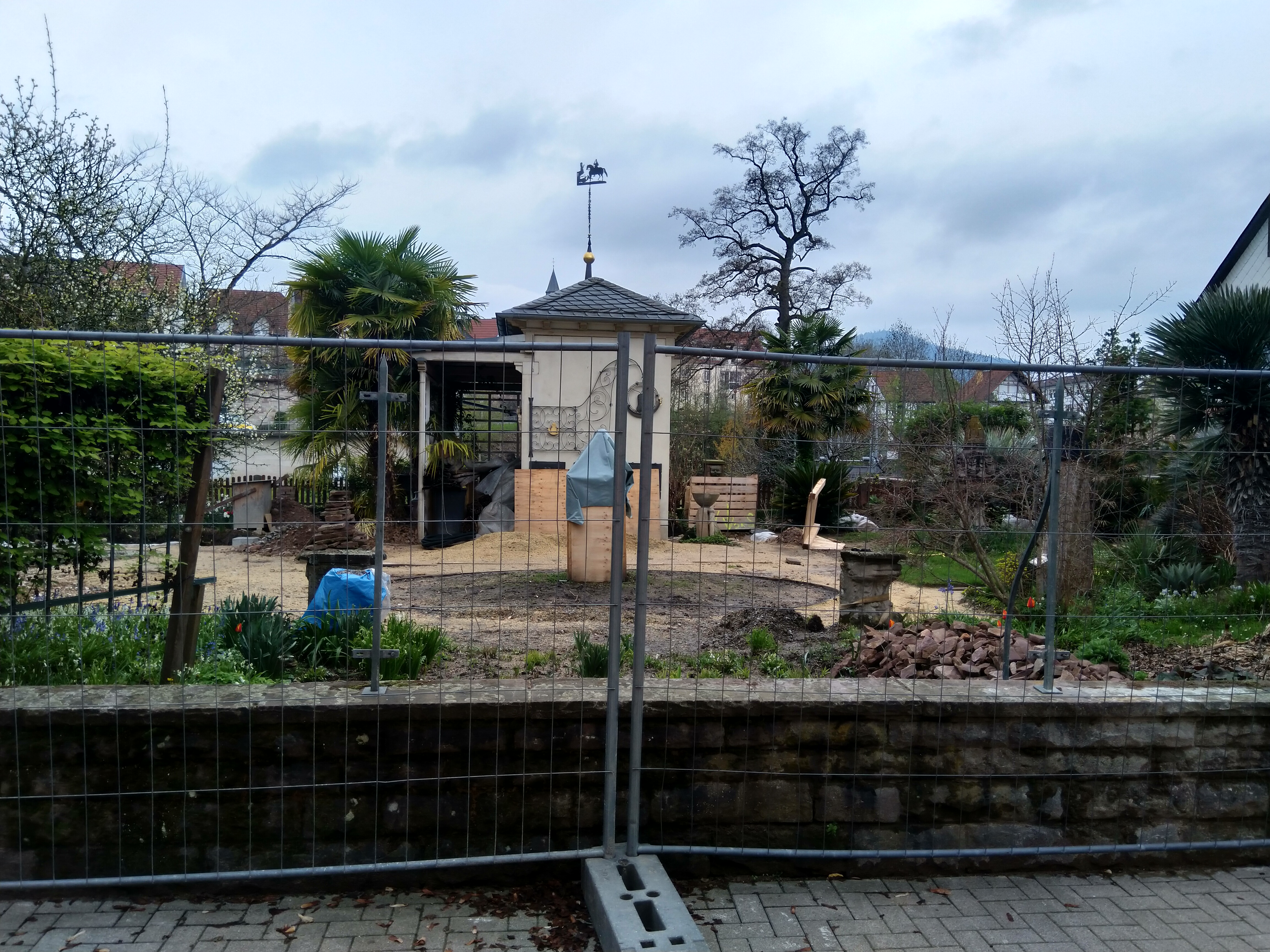
Der Katz'sche Garten während der Baumaßnahmen zum Hochwasserschutz.

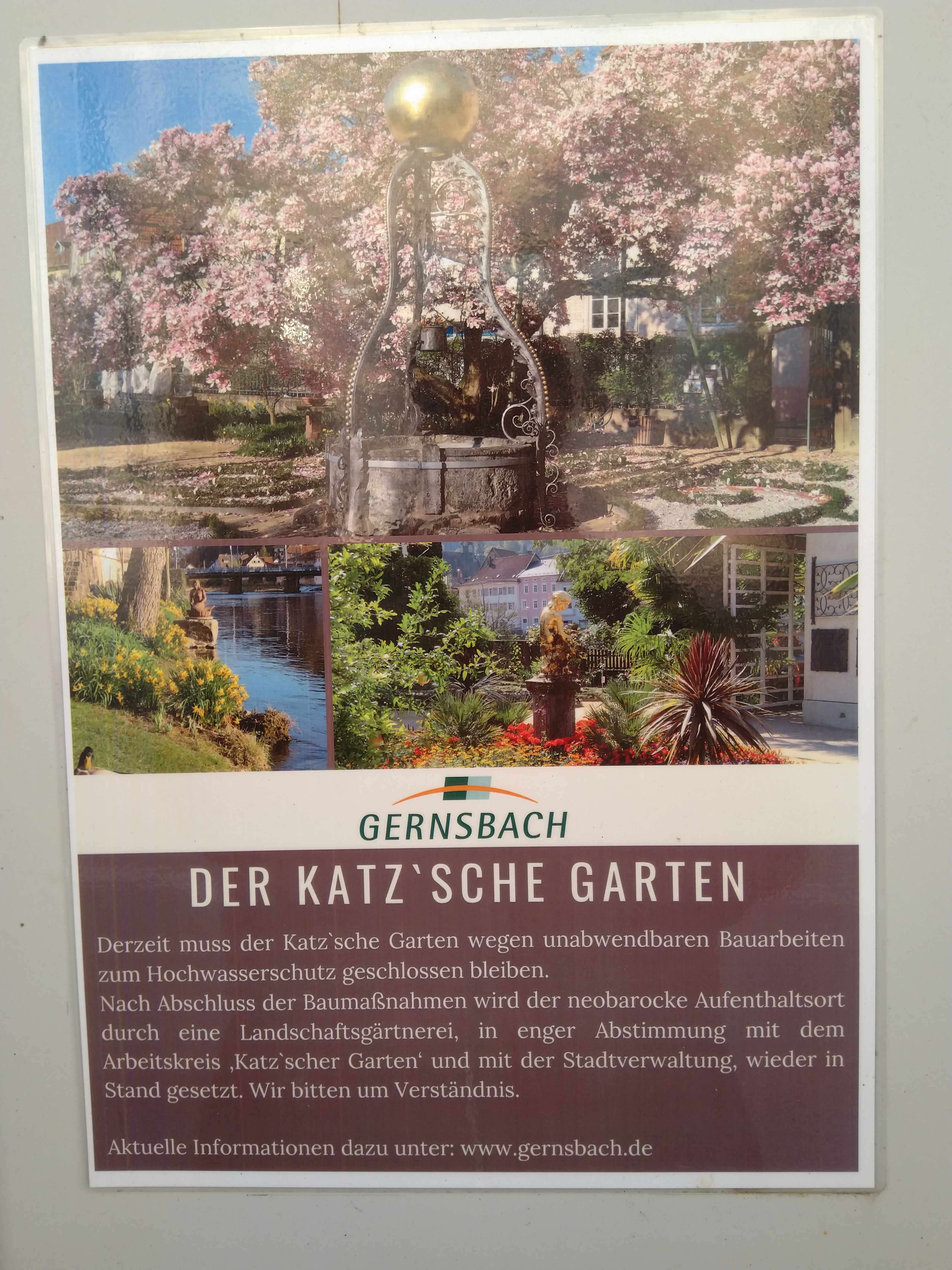
Infotafel zu den Umbaumaßnahmen

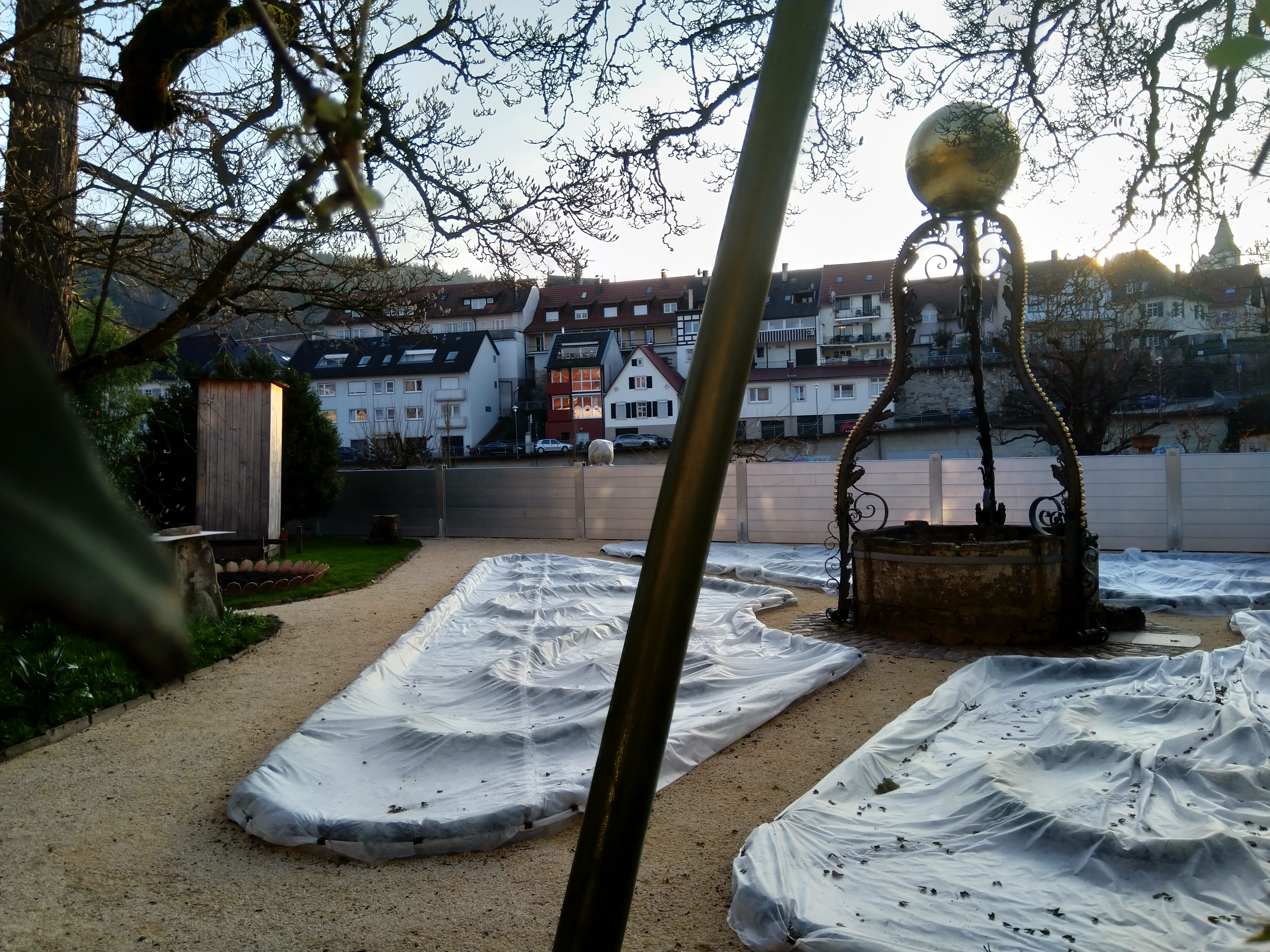
Der Katz'sche Garten am 29. Februar 2024. Die Hochwasserschutzmaßnahmen sind abgeschlossen, die Wiederherstellung ruht während des Winters

Im Spätjahr 2022 begannen umfangreiche Baumaßnahmen zum Hochwasserschutz im Bereich des Katz'schen Gartens. Diese Arbeiten wurden zum Teil mit schwerem Gerät durchgeführt. Dabei kam es im Frühjahr 2023 zu erheblichen Beschädigungen der neobarocken Beetumrandungen und zur Zerstörung einzelner seltener Pflanzen. Ein öffentlicher Aufschrei war die Folge.
Inzwischen hat der Arbeitskreis Katz'scher Garten klargestellt, dass er bezüglich der Arbeiten „im engen Austausch mit der Stadtverwaltung und der Baufirma“ stand und stehe. Die Maßnahmen zum Hochwasserschutz seien auch aus seiner Sicht „unabdingbar“. Die Stadt Gernsbach kündigte an, den Garten nach Abschluss der Bauarbeiten in enger Abstimmung mit dem Arbeitskreis durch eine Landschaftsgärtnerei wieder instand setzen zu wollen. Als Datum zur Wiedereröffnung des Gartens werde das Spätjahr angestrebt.
Die Wiedereröffnung fand später als geplant erst am 23. März 2024 statt.

## Skulpturen
Der Garten beheimatet Kunstgegenstände aus der Zeit der Spätgotik, der Renaissance, des Barocks sowie des Jugendstils.
Es gibt folgende Skulpturen zu sehen:
- Eingangsportal – Portal aus einem Haus einer Gernsbacher Murgschifferfamilie. (Renaissance, 1549)
- Ziehbrunnen – Schmiedeeiserner Aufbau mit Weltkugel, Brunnenbassin aus Vulkanstuffgestein, ca. 1924 im Garten aufgestellt. (Barock/Rokoko, ca. 1750)
- Hausportal – Vermutlich aus Gernsbacher Gebäude stammend, kam 2006 zur Anlage dazu. (Barock, 1790)
- Sandsteinsockel – Fuß des Tisches ursprünglich vom speyerischem Kellergebäude in Gernsbach, kam in den 1970er Jahren in den Park. (Renaissance, 1628) Inschrift: „Hans-Eberhart von Speier MADB“
- Sandsteinwanne – Diente ursprünglich als Brunnengefäß im Bereich des Pavillons. (Barock, vermutlich 18. Jahrhundert)
- Sandsteinfigur „Gott Merkur“ – Kam vermutlich Anfang des 19. Jahrhunderts aus Fulda, 1987 zerstört und 2006 wiederhergestellt. (Barock, 18. Jahrhundert)
- Eingefasstes Blumenbeet – Typisches Zierbeet mit Gusseiseneinfassung als Replik, 1998 angelegt. (Jugendstil, Ende 19. Jahrhundert)
- Relief – Familienwappenmotiv in weißem Sandstein mit gekröntem Schwan mit Ring und Ritterhelm, 2000 neu hinzugekommen. (Renaissance, 16./17. Jahrhundert)
- Gotisches Geländer – Sandsteingeländer aus dem ehemaligen Garten des Ebersteiner Hofes in Gernsbach. (Spätgotik, um 1500)
- Kirchenkreuz mit Wetterfahne – Kunstschmiedekreuz nach Abriss der Ottenauer Pfarrkirche 1909 beschafft und 2000 restauriert. (Barock, 1749)
- Wirtshausschild „Gasthaus zur Glocke“ – Im 20. Jahrhundert in den Garten gelangt und 2000 neu am Pavillon angebracht. Herkunft unklar. (Barock, 18. Jahrhundert)
- Sockel mit Knabenfigur – Sandsteinsockel aus Besitz Von-Bolin-Villa Gernsbach, 1999 mit Gusseisenknabenfigur als Replik neu aufgestellt. (Jugendstil, ca. 1900)
- Brunnenstock „Marktplatz“ – Mittelteil des Gernsbacher Marktplatzbrunnens im Original. (Spätgotik, 1549)
- Ausgangsportal – Türgewand gehörte einst der Gernsbacher Murgschifferfamilie Weber, wurde Anfang des 20. Jahrhunderts aufgestellt. (Renaissance, 1550)
- Treppenbrüstungsgeländer – Vermutlich Teil eines herrschaftlichen Treppenaufgangs. (Barock, 18. Jahrhundert)
- Skulptur – Stammt ursprünglich aus dem Abtgarten von Fulda, kam Anfang 1800 in den Garten. (Klassizismus, 18. Jahrhundert)
- Kegelkreuz – Zählt zu den ältesten Sühnekreuzen des Landkreises Rastatt, früherer Standort unweit der Gernsbacher Klingelkapelle. (Spätgotik, 15. Jahrhundert)
- Brunnen „Ulrike“ – Gehörte einst zur Villa Fieg in Gernsbach, wurde nach Restaurierung 2007 im Park aufgestellt. (Neugotik, ca. 1861)
- Zwergenhaus – Nach Abriss in den 1970er Jahren wieder in Anlehnung an das Original aufgebaut, diente als Spielhaus der Kinder Katz. (Jugendstil, Anfang 1900)

## Botanik
Entlang der Murg herrscht ein mildes Klima, wodurch Pflanzen gedeihen, die dem Garten ein mediterranes Flair ähnlich den Gärten an den oberitalienischen Seen verleihen. Folgende Pflanzen sind im Garten anzutreffen:
- Magnolien (Magnolia x soulangeana), Heimat: Süd-u. Ostasien (China/Japan)
- Buchsbäume (Buxus sempervirens), Heimat: Westlicher Mittelmeerraum
- Sumpfzypresse (Taxodium distichum), Heimat: Südöstliche USA (Florida, Virginia)
- Kamelien (Camelia japonica), Heimat: Asien
- Braune Bergfeige (Ficus carica), Heimat: Östlicher Mittelmeerraum
- Himmelsbambus/Chin. Bambus (Nandina domestica), Heimat: China, Japan, Indien
- Aralie/Japanischer Angelikabaum (Aralia elata), Heimat: Nordostasien
- Säulenförmige Mittelmeerzypresse (Cupressus sempervirens Pyramidalis), Heimat: Östliche Mittelmeerländer
- Seidenbaum/Schlafbaum (Albizia julibrissin), Heimat: Iran und subtropischer Bereich von Afrika
- Passionsblume (Passiflora caerulea), Heimat: Süd- und Mittelamerika
- Trompetenblumenbaum (Campsis x tagliabuana „Madam Galen“), Heimat: Östliches Asien
- Alpinschneegummibaum (Eucalyptus niphophila), Heimat: Australien
- Zwergpalme (Chamaerops humilis), Heimat: Südeuropa und Mittelmeerländer
- Immergrüne Magnolie (Magnolia grandiflora), Heimat: USA (Louisiana, Mississippi)
- Zwergpalmetto (Sabal minor), Heimat: USA (North Carolina bis Texas)
- Chilenische Honigpalme (Jubaea chilensis), Heimat: Chile
- Granatapfelbaum (Punica granatum), Heimat: Kleinasien bis Zentralasien
- Indische Lagerstroemie (Lagerstroemia indica), Heimat: China, Korea
- Faserbanane (Musa basjoo), Heimat: Südjapan, Rio-Kio-Inseln
- Blaue Nadelpalme (Trithrinax campestris), Heimat: Argentinien, Uruguay
- Berglorbeer (Umbellularia californica), Heimat: Nordamerika
- Darjeeling-Banane (Musa sikkimensis)
- Schwertlilien (Iris)
- Chinesische Hanfpalmen (Trachycarpus fortunei)
- Variegata (Yucca gloriosa), Heimat: USA
- Palmlilie (Yucca recurvifolia), Heimat: USA

## Trivia
Zu den berühmtesten Besuchern des Katz’schen Gartens zählte die Großherzogin Luise von Preußen.